# Felix Hébert
Felix Hébert, född 11 december 1874 nära Saint-Hyacinthe, Québec, död 14 december 1969 i Warwick, Rhode Island, var en amerikansk republikansk politiker. Han representerade delstaten Rhode Island i USA:s senat 1929-1935. Han var republikansk whip i senaten 1933-1935.
Hébert föddes i Kanada och kom 1880 till USA då föräldrarna återvände till landet. Han gick i skola i La Salle Academy i Providence. Han studerade juridik och inledde 1907 sin karriär som advokat. Han arbetade sedan som domare 1908-1928.
Hébert efterträdde 1929 Peter G. Gerry som senator för Rhode Island. Han kandiderade 1934 till omval men besegrades av företrädaren Gerry.
Hébert var katolik. Hans grav finns på St. Joseph's Cemetery i West Warwick.